# Ангели пекла (фільм)
«Ангели пекла» (англ. Hell's Angels) — американський фільм режисера Говарда Г'юза.

## Сюжет
Два брати Рой і Монті після початку Першої світової війни добровільно вступають у Королівські військово-повітряні сили. Вони отримують небезпечне завдання — знищити військовий завод у Німеччині. Пілоти успішно справляються із завданням, але на зворотному шляху на них чекає бій з винищувачами супротивника.

## Цікаві факти
- Фільм блоками то чорно-білий, то із синім відтінком, то із червоним.
- Як проходили зйомки і прем'єра фільму, докладно показано у фільмі «Авіатор».
- Люльки, що спускали з німецьких аеростатів для спостереження, насправді існували.
- Бюджет фільму становив 4 млн доларів, що на той час було незбагненною цифрою. Однак фільм мав приголомшливий успіх у глядачів, і касові збори склали більше 8 млн доларів.

## У ролях
- Джин Гарлоу — Гелен
- Бен Лайон — Монте Ратлідж
- Джеймс Голл
- Віндем Стендінг

## Знімальна група
- Режисер: Говард Г'юз
- Постановник діалогів: Джеймс Вейл